# Карсън Сити
Карсън Сити (на английски: Carson City) е столицата на щата Невада, Съединените американски щати.
Населението на града е 54 745 души (по приблизителна оценка от 2017 г.).
Карсън Сити е отделен град, непринадлежащ на никой окръг в щата. Като много други градове в щата и Карсън Сити е основан в периода на откриването и разработването на мини, в случая – мини за сребро. Най-големият град наблизо е Рино.